# NFL sezona 1967.
NFL sezona 1967. je 48. po redu sezona nacionalne lige američkog nogometa. 
Sezona je počela 17. rujna 1967. Utakmica za naslov prvaka NFL lige odigrana je 31. prosinca 1967. u Green Bayu u Wisconsinu na stadionu Lambeau Field. U njoj su se sastali pobjednici istočne konferencije Dallas Cowboysi i pobjednici zapadne konferencije Green Bay Packersi. Pobijedili su Packersi rezultatom 21:17 i osvojili svoj 11. naslov prvaka NFL-a. U utakmici za treće mjesto (Playoff Bowlu) Los Angeles Ramsi su pobijedili Cleveland Brownse 30:6.
Sezona je završila 14. siječnja 1968. Super Bowlom II, utakmicom između Packersa i pobjednika AFL lige Oakland Raidersa u kojoj su pobijedili Packersi 33:14.
Sezone 1967. liga je ulaskom New Orleans Saintsa proširena na 16 momčadi. Zbog toga, momčadi su podijeljene u četiri divizije po četiri momčadi, dvije divizije u Istočnoj (divizije Capitol i Century) i dvije u Zapadnoj konferenciji (divizije Coastal i Central). Pobjednici divizija ulaze u konferencijsko finale, a pobjednici konferencijskih finala igraju za naslov prvaka.

## Poredak po divizijama na kraju regularnog dijela sezone
| Istočna konferencija |     |     |     |      |     |     |
| Divizija Capitol     |     |     |     |      |     |     |
| Momčad               | Pob | Por | Ner | %    | P+  | P-  |
| Dallas Cowboys *     | 9   | 5   | 0   | 64,3 | 342 | 268 |
| Philadelphia Eagles  | 6   | 7   | 1   | 46,2 | 351 | 409 |
| Washington Redskins  | 5   | 6   | 3   | 45,5 | 347 | 353 |
| New Orleans Saints   | 3   | 11  | 0   | 21,4 | 233 | 379 |
| Divizija Century     |     |     |     |      |     |     |
| Momčad               | Pob | Por | Ner | %    | P+  | P-  |
| Cleveland Browns *   | 9   | 5   | 0   | 64,3 | 334 | 297 |
| New York Giants      | 7   | 7   | 0   | 50,0 | 369 | 379 |
| St. Louis Cardinals  | 6   | 7   | 1   | 46,2 | 333 | 356 |
| Pittsburgh Steelers  | 4   | 9   | 1   | 30,8 | 281 | 320 |

| Zapadna konferencija |     |     |     |      |     |     |
| Divizija Coastal     |     |     |     |      |     |     |
| Momčad               | Pob | Por | Ner | %    | P+  | P-  |
| Los Angeles Rams *   | 11  | 1   | 2   | 91,7 | 398 | 196 |
| Baltimore Colts      | 11  | 1   | 2   | 91,7 | 394 | 198 |
| San Francisco 49ers  | 7   | 7   | 0   | 50,0 | 273 | 337 |
| Atlanta Falcons      | 1   | 12  | 1   | 7,7  | 175 | 422 |
| Divizija Central     |     |     |     |      |     |     |
| Momčad               | Pob | Por | Ner | %    | P+  | P-  |
| Green Bay Packers *  | 9   | 4   | 1   | 69,2 | 332 | 209 |
| Chicago Bears        | 7   | 6   | 1   | 53,8 | 239 | 218 |
| Detroit Lions        | 5   | 7   | 2   | 41,7 | 260 | 259 |
| Minnesota Vikings    | 3   | 8   | 3   | 27,3 | 233 | 294 |

Napomena: * - ušli u doigravanje kao pobjednik divizije, % - postotak pobjeda, P± - postignuti/primljeni poeni

## Doigravanje

### Konferencijska finala
- 23. prosinca 1967. Green Bay Packers - Los Angeles Rams 28:7
- 24. prosinca 1967. Dallas Cowboys - Cleveland Browns 52:14

### Playoff Bowl
- 7. siječnja 1968. Los Angeles Rams - Cleveland Browns 30:6

### Prvenstvena utakmica NFL-a
- 31. prosinca 1967. Green Bay Packers - Dallas Cowboys 21:17

### Super Bowl
- 14. siječnja 1968. Green Bay Packers - Oakland Raiders 33:14

## Nagrade za sezonu 1967.
- Najkorisniji igrač (MVP) - Johnny Unitas, quarterback, Baltimore Colts
- Trener godine - Don Shula, Baltimore Colts i George Allen Los Angeles Rams
- Novajlija godine u napadu - Mel Farr, running back, Detroit Lions
- Novajlija godine u obrani - Lem Barney, cornerback, Detroit Lions

## Statistika

### Statistika po igračima

#### U napadu
- Najviše jarda dodavanja: Sonny Jurgensen, Washington Redskins - 3747
- Najviše jarda probijanja: Leroy Kelly, Cleveland Browns - 1205
- Najviše uhvaćenih jarda dodavanja: Ben Hawkins, Philadelphia Eagles - 1265

#### U obrani
- Najviše presječenih lopti: Lem Barney, Detroit Lions i Dave Whitsell New Orleans Saints  - 10

### Statistika po momčadima

#### U napadu
- Najviše postignutih poena: Los Angeles Rams - 398 (28,4 po utakmici)
- Najviše ukupno osvojenih jarda: Baltimore Colts - 357,7 po utakmici
- Najviše jarda osvojenih dodavanjem: Washington Redskins - 266,4 po utakmici
- Najviše jarda osvojenih probijanjem: Cleveland Browns - 152,8 po utakmici

#### U obrani
- Najmanje primljenih poena: Los Angeles Rams - 196 (14,0 po utakmici)
- Najmanje ukupno izgubljenih jarda: Green Bay Packers - 235,7 po utakmici
- Najmanje jarda izgubljenih dodavanjem: Green Bay Packers - 98,4 po utakmici
- Najmanje jarda izgubljenih probijanjem: Dallas Cowboys - 77,2 po utakmici

## Vanjske poveznice
- Pro-Football-Reference.com, statistika sezone 1967. u NFL-u
- NFL.com, sezona 1967.